# Světová podnikatelská rada pro udržitelný rozvoj
Světová podnikatelská rada pro udržitelný rozvoj (anglicky: The World Business Council for Sustainable Development, zkratka WBCSD) je mezinárodní organizace, která sdružuje aktéry z řad různých odvětví podnikání a socioekonomické sféry. Snaží o jejich spolupráci a nalezení řešení a podnikání kroků, které povedou k aplikaci principů udržitelného rozvoje do společnosti – a to jak v rovině ekonomické, tak sociální i environmentální. Sídlí ve švýcarské Ženevě, ale působí prostřednictvím desítek poboček v mnoha zemích po celém světě. Má více než dvě stě firem.
Rada byla založena v roce 1995 spojením Rady podnikatelů pro udržitelný rozvoj (The Business Council for Sustainable Development) a Světovou průmyslovou radou pro životní prostředí (The World Industry Council for the Environment). První kroky, které vedly ke jejímu založení je možno vystopovat již na Konferenci OSN o životním prostředí a rozvoji. Rada se zabývá všemi aspekty globálního podnikání. Členem se může stát pouze organizace pozvaná Radou. Ta zve především významné podnikatelské organizace, které se zaváží k udržitelnému rozvoji a podpoře ekologické efektivnosti, k rozvoji inovací a sociální odpovědnosti podniků.

## Česká podnikatelská rada pro udržitelný rozvoj
Česká pobočka vznikla v roce 2012 jako 64. v pořadí. Dohoda o jejím založení byla slavnostně podepsána dne 26. dubna 2012 v prezidentském salonku paláce Žofín (v rámci Dne úspěšných manažerů a firem). Čeští podnikatelé se tímto přihlásili k zásadám mezinárodního byznysu týkající se ekonomické, sociální a environmentální udržitelnosti a širší společenské zodpovědnosti vedené mottem: “Mysli globálně-jednej lokálně”. Mezi představitele české Rady patří Ing. Pavel Kafka, dr.h.c., Ing. Peter J. Kalaš, Ing. Jan Žůrek a Ing. Ivo Gajdoš. Členy Rady jsou také významné společnosti a organizace, např. SIKA CZ, a.s., Glopolis, Pražská teplárenská, Alpiq, Fakulta mezinárodních vztahů VŠE, Adler, Enanse, Linde Gas, Spolana Neratovice a řada dalších.
Česká pobočka spolupracuje s množstvím národních i mezinárodních institucí a firem. Participuje na formulování diskurzu udržitelnosti v České republice, prostřednictvím podpory řady projektů. Zapojila se do projektu WBSCD Akce 2020 (platformy pro jednání), který stanovuje agendu obchodní činnosti v udržitelnosti do roku 2020 a dále. V uplynulých letech zpracovala dokument Vize 2050 České republiky z perspektivy CBCSD, kterou předala 2. 6. 2015 premiéru České republiky Bohuslavu Sobotkovi jako příspěvek českého podnikatelského prostředí k udržitelnému rozvoji České republiky. Česká podnikatelská rada pro udržitelný rozvoj je součástí Rady vlády pro udržitelný rozvoj.